# Championnat du monde moins de 18 ans de hockey sur glace 2012
Navigation
Crimmitschau - Dresde 2011 Sotchi 2013
Le Championnat du monde moins de 18 ans de hockey sur glace 2012 se déroule à Brno et Znojmo en la Tchéquie. En raison du parcours du HC Brno dans le Championnat de République tchèque 2012, des matchs ont été déplacés à l'Alcaplast de Břeclav; à 52 km au sud de Brno.

## Division Élite
L'épreuve se dispute du 12 au 22 avril 2012. Les matchs sont joués à la Kajot Arena (Hala Rondo) de Brno, à la Nevoga Arena de Znojmo et à l'Alcaplast de Břeclav.

### Tour préliminaire
Groupe A (Brno et Břeclav)
| Date     | Équipe     | Score | Équipe     | Score par période |
| -------- | ---------- | ----- | ---------- | ----------------- |
| 12 avril | Danemark   | 1-6   | Canada     | 1-3, 0-2, 0-1     |
| 12 avril | Finlande   | 0-4   | États-Unis | 0-0, 0-0, 0-4     |
| 13 avril | Tchéquie   | 8-4   | Danemark   | 1-1, 6-2, 1-1     |
| 14 avril | États-Unis | 5-0   | Tchéquie   | 1-0, 3-0, 1-0     |
| 14 avril | Canada     | 2-4   | Finlande   | 1-0, 1-3, 0-1     |
| 15 avril | Danemark   | 0-4   | États-Unis | 0-1, 0-2, 0-1     |
| 16 avril | Canada     | 6-2   | Tchéquie   | 4-1, 0-1, 2-0     |
| 16 avril | Finlande   | 5-1   | Danemark   | 1-0, 2-1, 2-0     |
| 17 avril | Tchéquie   | 2-6   | Finlande   | 0-2, 1-1, 1-3     |
| 17 avril | États-Unis | 5-3   | Canada     | 0-0, 2-2, 3-1     |

|   | Équipe     | PJ | V | VP | DP | D | BP | BC | +/- | Pts |
| 1 | États-Unis | 4  | 4 | 0  | 0  | 0 | 18 | 3  | +15 | 12  |
| 2 | Finlande   | 4  | 3 | 0  | 0  | 1 | 15 | 9  | +6  | 9   |
| 3 | Canada     | 4  | 2 | 0  | 0  | 2 | 17 | 12 | +5  | 6   |
| 4 | Tchéquie   | 4  | 1 | 0  | 0  | 3 | 12 | 21 | -9  | 3   |
| 5 | Danemark   | 4  | 0 | 0  | 0  | 4 | 6  | 23 | -17 | 0   |

Groupe B (Znojmo)
| Date     | Équipe    | Score | Équipe    | Score par période |
| -------- | --------- | ----- | --------- | ----------------- |
| 12 avril | Lettonie  | 1-6   | Russie    | 0-2, 0-2, 1-2     |
| 12 avril | Allemagne | 1-8   | Suède     | 1-1, 0-2, 0-5     |
| 13 avril | Suisse    | 2-4   | Lettonie  | 1-2, 1-2, 0-0     |
| 14 avril | Russie    | 2-4   | Allemagne | 1-2, 1-1, 0-1     |
| 14 avril | Suède     | 7-2   | Suisse    | 3-0, 1-1, 3-0     |
| 15 avril | Lettonie  | 1-3   | Suède     | 0-0, 0-1, 1-2     |
| 16 avril | Allemagne | 4-5   | Lettonie  | 1-1, 2-2, 1-2     |
| 16 avril | Russie    | 6-0   | Suisse    | 1-0, 2-0, 3-0     |
| 17 avril | Suède     | 2-0   | Russie    | 2-0, 0-0, 0-0     |
| 17 avril | Suisse    | 2-6   | Allemagne | 0-4, 0-1, 2-1     |

|   | Équipe    | PJ | V | VP | DP | D | BP | BC | +/- | Pts |
| 1 | Suède     | 4  | 4 | 0  | 0  | 0 | 20 | 4  | +16 | 12  |
| 2 | Russie    | 4  | 2 | 0  | 0  | 2 | 14 | 7  | +7  | 6   |
| 3 | Allemagne | 4  | 2 | 0  | 0  | 2 | 15 | 17 | -2  | 6   |
| 4 | Lettonie  | 4  | 2 | 0  | 0  | 2 | 11 | 15 | -4  | 6   |
| 5 | Suisse    | 4  | 0 | 0  | 0  | 4 | 6  | 23 | -17 | 0   |

#### Poule de relégation
À Znojmo.
| Date     | Équipe   | Score    | Équipe   | Score par période  |
| -------- | -------- | -------- | -------- | ------------------ |
| 19 avril | Tchéquie | 2-4      | Suisse   | 0-1, 1-1, 1-2      |
| 19 avril | Lettonie | 3-4 a.p. | Danemark | 0-1, 2-0, 1-2, 0-1 |
| 20 avril | Tchéquie | 7-4      | Lettonie | 2-1, 4-1, 1-2      |
| 20 avril | Suisse   | 2-1      | Danemark | 1-0, 1-0, 0-1      |

Les résultats des matchs opposant les équipes lors du premier tour sont conservés.
|   | Équipe   | PJ | V | VP | DP | D | BP | BC | Pts |
| 1 | Suisse   | 3  | 2 | 0  | 0  | 1 | 8  | 7  | 6   |
| 2 | Tchéquie | 3  | 2 | 0  | 0  | 1 | 17 | 12 | 6   |
| 3 | Lettonie | 3  | 1 | 0  | 1  | 1 | 11 | 13 | 4   |
| 4 | Danemark | 3  | 0 | 1  | 0  | 2 | 9  | 13 | 2   |

#### Séries éliminatoires
À Brno.
|  | Quarts de finale | Quarts de finale |           |                        | Demi-finales | Demi-finales |  |  | Finale | Finale |
|  | Quarts de finale | Quarts de finale |           |                        | Demi-finales | Demi-finales |  |  | Finale | Finale |
|  |                  |                  |           |                        |              |              |  |  |        |        |
|  |                  |                  |           |                        |              |              |  |  |        |        |
|  |                  |                  |           |                        |              |              |  |  |        |        |
|  | Suède            | 7                |           |                        |              |              |  |  |        |        |
|  | Suède            | 7                | Finlande  | 8                      |              |              |  |  |        |        |
|  | Finlande         | 3                | Finlande  | 8                      |              |              |  |  |        |        |
|  | Finlande         | 3                | Allemagne | 0                      |              |              |  |  |        |        |
|  |                  |                  | Allemagne | 0                      | Suède        | 0            |  |  |        |        |
|  |                  |                  |           |                        | Suède        | 0            |  |  |        |        |
|  |                  | États-Unis       | 7         |                        |              |              |  |  |        |        |
|  | Russie           | États-Unis       | 7         | 2                      |              |              |  |  |        |        |
|  | Russie           | États-Unis       | 2         | 2                      |              |              |  |  |        |        |
|  | Canada           | États-Unis       | 2         | 4                      |              |              |  |  |        |        |
|  | Canada           | Canada           | 1         | 4                      |              |              |  |  |        |        |
|  |                  | Canada           | 1         | Match pour la 3e place |              |              |  |  |        |        |
|  |                  |                  |           |                        |              |              |  |  |        |        |
|  |                  |                  |           |                        |              |              |  |  |        |        |
|  |                  |                  |           |                        |              |              |  |  |        |        |
|  | Finlande         | 4                |           |                        |              |              |  |  |        |        |
|  | Finlande         | 4                |           |                        |              |              |  |  |        |        |
|  | Canada           | 5                |           |                        |              |              |  |  |        |        |
|  | Canada           | 5                |           |                        |              |              |  |  |        |        |

#### Quarts de finale
| 19 avril 2011 | Finlande | 8-0 (2-0, 4-0, 2-0) | Allemagne | Alcaplast Arena 353 spectateurs |

| Feuille de match | Feuille de match | Feuille de match                | Feuille de match | Feuille de match                                                      |
| ---------------- | --- | ------------------------------- | ---------------- | --------------------------------------------------------------------- |
|                  | A. Mustonen (H. Haapala) – 3 min 26 s T. Teräväinen (J. Ikonen, A. Lehkonen) – 10 min 28 s H. Ikonen (M. Vainonen, A. Barkov) – 24 min 58 s H. Haapala (R. Kulmala, E. Lindell) (SN) – 30 min 43 s J. Antonen (S. Salminen) – 34 min 53 s A. Lehkonen (T. Teräväinen, V. Pokka) – 39 min 18 s T. Teräväinen (A. Lehkonen) – 40 min 24 s H. Haapala (R. Kulmala, E. Lindell) – 55 min 4 s | 1-0 2-0 3-0 4-0 5-0 6-0 7-0 8-0 |                  | Arbitrage : Roman Gofman Maksim Sidorenko Vit Lederer Roman Chikhanov |
| Joonas Korpisalo | Gardiens | Patrick Klein Marvin Cupper     |                  | Arbitrage : Roman Gofman Maksim Sidorenko Vit Lederer Roman Chikhanov |
| 2 min            | Pénalités | 6 min                           |                  | Arbitrage : Roman Gofman Maksim Sidorenko Vit Lederer Roman Chikhanov |
| 36               | Tirs | 18                              |                  | Arbitrage : Roman Gofman Maksim Sidorenko Vit Lederer Roman Chikhanov |

| 19 avril 2011 | Russie | 2-4 (0-2, 1-1, 1-1) | Canada | Alcaplast Arena 525 spectateurs |

| Feuille de match   | Feuille de match                                                                                 | Feuille de match        | Feuille de match | Feuille de match                                               |
| ------------------ | ------------------------------------------------------------------------------------------------ | ----------------------- | --- | -------------------------------------------------------------- |
|                    | A. Filippov (A. Bereglazov) – 23 min 36 s A. Slepychev (A. Bereglazov, B. Iakimov) – 55 min 54 s | 0-1 0-2 1-2 1-3 1-4 2-4 | 9 min 5 s – M. Dumba (S. Reinhart, S. Laughton) 17 min 7 s – K. Rychel (T. Bourke, H. Shinkaruk) 37 min 3 s – K. Rychel (T. Bourke, H. Shinkaruk) 51 min 50 s – F. Girard (M. Winther, G. Smith) | Arbitrage : Harry Dumas Jan Hribik Tommy George Andreas Kohler |
| Andreï Vassilevski | Gardiens                                                                                         | Matt Murray             | | Arbitrage : Harry Dumas Jan Hribik Tommy George Andreas Kohler |
| 6 min              | Pénalités                                                                                        | 18 min                  | | Arbitrage : Harry Dumas Jan Hribik Tommy George Andreas Kohler |
| 30                 | Tirs                                                                                             | 28                      | | Arbitrage : Harry Dumas Jan Hribik Tommy George Andreas Kohler |

#### Demi-finales
| 20 avril 2011 | Suède | 7-3 (1-1, 2-2, 4-0) | Finlande | Kajot Arena 520 spectateurs |

| Feuille de match | Feuille de match | Feuille de match                        | Feuille de match | Feuille de match                           |
| ---------------- | --- | --------------------------------------- | --- | ------------------------------------------ |
|                  | J. de la Rose (G. Possler, A. Wennberg) – 16 min 41 s G. Possler (F. Forsberg) – 21 min 12 s E. Karlsson (J. de la Rose) – 26 min 52 s J. Pettersson (T. Tornkvist) – 45 min 46 s F. Forsberg (S. Collberg, A. Wennberg) (double SN) – 52 min 33 s S. Collberg (A. Wennberg, G. Possler) – 57 min 18 s S. Collberg (G. Possler) (SN) – 59 min 13 s | 0-1 1-1 2-1 3-1 3-2 3-3 4-3 5-3 6-3 7-3 | 3 min 18 s – A. Lehkonen (T. Teräväinen) (SN) 29 min 50 s – A. Lehkonen (R. Kulmala) 31 min 50 s – R. Ristolainen (E. Lindell, H. Haapala) (SN) | Arbitrage : Konc St-Jacques Hull Chikhanov |
| Oscar Dansk      | Gardiens | Joonas Korpisalo Jean Auren             | | Arbitrage : Konc St-Jacques Hull Chikhanov |
| 41 min           | Pénalités | 44 min                                  | | Arbitrage : Konc St-Jacques Hull Chikhanov |
| 18               | Tirs | 14                                      | | Arbitrage : Konc St-Jacques Hull Chikhanov |

| 20 avril 2011 | États-Unis | 2-1 (1-1, 0-0, 1-0) | Canada | Kajot Arena 640 spectateurs |

| Feuille de match | Feuille de match                                                                     | Feuille de match | Feuille de match                     | Feuille de match                                                    |
| ---------------- | ------------------------------------------------------------------------------------ | ---------------- | ------------------------------------ | ------------------------------------------------------------------- |
|                  | J.T. Compher (M. Lane, S. Jones) – 10 min 36 s K. Osterberg (S. Jones) – 46 min 26 s | 1-0 1-1 2-1      | 15 min 23 s – G. Smith (D. Severson) | Arbitrage : Roman Gofman Mikael Sjoqvist Andreas Kohler Vit Lederer |
| Collin Olson     | Gardiens                                                                             | Matt Murray      |                                      | Arbitrage : Roman Gofman Mikael Sjoqvist Andreas Kohler Vit Lederer |
| 6 min            | Pénalités                                                                            | 10 min           |                                      | Arbitrage : Roman Gofman Mikael Sjoqvist Andreas Kohler Vit Lederer |
| 27               | Tirs                                                                                 | 22               |                                      | Arbitrage : Roman Gofman Mikael Sjoqvist Andreas Kohler Vit Lederer |

#### Match pour la cinquième place
| 21 avril 2011 | Russie | 4-1 (0-1, 2-0, 2-0) | Allemagne | Kajot Arena 310 spectateurs |

| Feuille de match | Feuille de match | Feuille de match    | Feuille de match              | Feuille de match                                                       |
| ---------------- | --- | ------------------- | ----------------------------- | ---------------------------------------------------------------------- |
|                  | A. Khatseï (S. Kouptsov) – 24 min 15 s A. Khatseï – 36 min 20 s V. Nitchouchkine (A. Filippov, A. Delnov) – 47 min 50 s A. Mironov (A. Bereglazov, A. Slepychev) – 48 min 3 s | 0-1 1-1 2-1 3-1 4-1 | 15 min 49 s – F. Tiffels (IN) | Arbitrage : Daniel Konc Mikael Sjoqvist Scott Dalgleish Emil Yletyinen |
| Ivan Nalimov     | Gardiens | Marvin Cupper       |                               | Arbitrage : Daniel Konc Mikael Sjoqvist Scott Dalgleish Emil Yletyinen |
| 8 min            | Pénalités | 33 min              |                               | Arbitrage : Daniel Konc Mikael Sjoqvist Scott Dalgleish Emil Yletyinen |
| 36               | Tirs | 23                  |                               | Arbitrage : Daniel Konc Mikael Sjoqvist Scott Dalgleish Emil Yletyinen |

#### Match pour la médaille de bronze
| 22 avril 2011 | Finlande | 4-5 (pr) (0-2, 3-2, 1-0, 0-1) | Canada | Kajot Arena 1 150 spectateurs |

| Feuille de match | Feuille de match | Feuille de match                    | Feuille de match | Feuille de match                                               |
| ---------------- | --- | ----------------------------------- | --- | -------------------------------------------------------------- |
|                  | H. Haapala (E. Lindell, V. Pokka) – 20 min 47 s A. Lehkonen (H. Haapala, R. Ristolainen) (SN) – 31 min 23 s H. Haapala (A. Lehkonen) (SN) – 39 min 15 s R. Ristolainen (H. Haapala, R. Kulmala) (SN) – 49 min 30 s | 0-1 0-2 1-2 1-3 1-4 2-4 3-4 4-4 4-5 | 10 min 30 s – H. Shinkaruk (M. Dumba) (SN) 15 min 21 s – S. Reinhart (J. Morissey, M. Dumba) (SN) 24 min 0 s – H. Shinkaruk (T. Bourke) 30 min 34 s – B. Gaunce (S. Laughton) (IN) 62 min 5 s – H. Shinkaruk (S. Laughton, M. Dumba) | Arbitrage : Harry Dumas Jan Hribik Tommy George Andreas Kohler |
| Joonas Korpisalo | Gardiens | Matt Murray                         | | Arbitrage : Harry Dumas Jan Hribik Tommy George Andreas Kohler |
| 4 min            | Pénalités | 33 min                              | | Arbitrage : Harry Dumas Jan Hribik Tommy George Andreas Kohler |
| 33               | Tirs | 38                                  | | Arbitrage : Harry Dumas Jan Hribik Tommy George Andreas Kohler |

#### Finale
| 22 avril 2011 | Suède | 0-7 (0-1, 0-3, 0-3) | États-Unis | Kajot Arena 2 145 spectateurs |

| Feuille de match           | Feuille de match | Feuille de match            | Feuille de match | Feuille de match                                                    |
| -------------------------- | ---------------- | --------------------------- | --- | ------------------------------------------------------------------- |
|                            |                  | 0-1 0-2 0-3 0-4 0-5 0-6 0-7 | 18 min 45 s – T. Di Pauli (A. Copp, R. Hartman) 28 min 26 s – D. O'Regan 32 min 47 s – J.T. Compher (N. Kerdiles, S. Jones) 37 min 48 s – N. Kerdiles 40 min 18 s – R. Hartman (N. Kerdiles, D. O'Regan) 47 min 53 s – C. Carrick (N. Kerdiles) 59 min 44 s – N. Kerdiles (K. Osterberg) | Arbitrage : Roman Gofman Pascal St. Jacques Justin Hull Vit Lederer |
| Oscar Dansk Marcus Hogberg | Gardiens         | Collin Olson                | | Arbitrage : Roman Gofman Pascal St. Jacques Justin Hull Vit Lederer |
| 2 min                      | Pénalités        | 8 min                       | | Arbitrage : Roman Gofman Pascal St. Jacques Justin Hull Vit Lederer |
| 27                         | Tirs             | 45                          | | Arbitrage : Roman Gofman Pascal St. Jacques Justin Hull Vit Lederer |

### Classement final
| Place              | Équipe     |
| ------------------ | ---------- |
| Médaille d'or      | États-Unis |
| Médaille d'argent  | Suède      |
| Médaille de bronze | Canada     |
| 4                  | Finlande   |
| 5                  | Russie     |
| 6                  | Allemagne  |
| 7                  | Suisse     |
| 8                  | Tchéquie   |
| 9                  | Lettonie   |
| 10                 | Danemark   |

### Honneurs individuels
- Meilleur gardien : Collin Olsson (États-Unis)
- Meilleur défenseur : Matt Dumba (Canada)
- Meilleur attaquant : Filip Forsberg (Suède)

## Division I
Le groupe A se joue à Piešťany en Slovaquie du 11 au 17 avril 2011. Le groupe B se dispute à Székesfehérvár en Hongrie durant la même période.

### Groupe A
|   | Équipe    | PJ | V | VP | DP | D | BP | BC | +/- | Pts |
| 1 | Slovaquie | 5  | 5 | 0  | 0  | 0 | 30 | 6  | +24 | 15  |
| 2 | Norvège   | 5  | 3 | 0  | 0  | 2 | 22 | 20 | +2  | 9   |
| 3 | Italie    | 5  | 1 | 1  | 2  | 1 | 17 | 20 | -3  | 7   |
| 4 | France    | 5  | 1 | 1  | 0  | 3 | 12 | 19 | -7  | 5   |
| 5 | Slovénie  | 5  | 1 | 1  | 0  | 3 | 12 | 21 | -9  | 5   |
| 6 | Japon     | 5  | 1 | 0  | 1  | 3 | 14 | 21 | -7  | 4   |

### Groupe B
| Date     | Équipe      | Score      | Équipe      | Score par période       |
| -------- | ----------- | ---------- | ----------- | ----------------------- |
| 11 avril | Pologne     | 0-7        | Biélorussie | 0-2, 0-4, 0-1           |
| 11 avril | Ukraine     | 4-5 a.p.   | Kazakhstan  | 1-0, 1-3, 2-1, 0-1      |
| 11 avril | Autriche    | 5-4 t.a.b. | Hongrie     | 1-1, 1-2, 2-1, 0-0, 1-0 |
| 12 avril | Kazakhstan  | 7-1        | Pologne     | 4-1, 0-0, 3-0           |
| 12 avril | Biélorussie | 5-1        | Autriche    | 2-0, 3-0, 0-1           |
| 12 avril | Hongrie     | 3-5        | Ukraine     | 0-2, 1-2, 2-1           |
| 14 avril | Kazakhstan  | 7-4        | Autriche    | 2-0, 3-0, 2-4           |
| 14 avril | Ukraine     | 7-6 t.a.b. | Pologne     | 3-2, 2-2, 1-2, 0-0, 1-0 |
| 14 avril | Biélorussie | 3-2        | Hongrie     | 0-0, 0-2, 3-0           |
| 15 avril | Pologne     | 2-6        | Autriche    | 0-0, 2-1, 0-5           |
| 15 avril | Biélorussie | 7-1        | Ukraine     | 0-0, 2-0, 5-1           |
| 15 avril | Hongrie     | 1-3        | Kazakhstan  | 0-1, 0-1, 1-1           |
| 17 avril | Autriche    | 5-3        | Ukraine     | 0-1, 0-1, 5-1           |
| 17 avril | Kazakhstan  | 5-6        | Biélorussie | 4-3, 0-3, 1-0           |
| 17 avril | Hongrie     | 3-4 t.a.b. | Pologne     | 1-2, 1-1, 1-0, 0-0, 0-1 |

|   | Équipe      | PJ | V | VP | DP | D | BP | BC | +/- | Pts |
| 1 | Biélorussie | 5  | 5 | 0  | 0  | 0 | 28 | 9  | +19 | 15  |
| 2 | Kazakhstan  | 5  | 3 | 1  | 0  | 1 | 27 | 16 | +11 | 11  |
| 3 | Autriche    | 5  | 2 | 1  | 0  | 2 | 21 | 21 | 0   | 8   |
| 4 | Ukraine     | 5  | 1 | 1  | 1  | 2 | 20 | 26 | -6  | 6   |
| 5 | Pologne     | 5  | 0 | 1  | 1  | 3 | 13 | 30 | -17 | 3   |
| 6 | Hongrie     | 5  | 0 | 0  | 2  | 3 | 13 | 20 | -7  | 2   |

## Division II
Le groupe A se joue à Heerenveen aux Pays-Bas du 31 mars au 6 avril 2012. Le groupe B se dispute à Novi Sad en Serbie du 20 au 26 mars 2012.

### Groupe A
| Date    | Équipe          | Score      | Équipe          | Score par période       |
| ------- | --------------- | ---------- | --------------- | ----------------------- |
| 31 mars | Croatie         | 3-6        | Roumanie        | 1-1, 1-0, 1-5           |
| 31 mars | Lituanie        | 7-3        | Grande-Bretagne | 2-2, 2-0, 3-1           |
| 31 mars | Pays-Bas        | 3-4        | Corée du Sud    | 2-4, 1-0, 0-0           |
| 1 avril | Roumanie        | 3-1        | Lituanie        | 2-0, 0-0, 1-1           |
| 1 avril | Grande-Bretagne | 4-3 a.p.   | Pays-Bas        | 1-2, 1-1, 1-0, 1-0      |
| 1 avril | Corée du Sud    | 3-2 t.a.b. | Croatie         | 0-1, 0-0, 2-1, 0-0, 1-0 |
| 3 avril | Corée du Sud    | 2-3 t.a.b. | Lituanie        | 0-1, 1-1, 1-0, 0-0, 0-1 |
| 3 avril | Roumanie        | 3-2        | Grande-Bretagne | 1-0, 2-1, 0-1           |
| 3 avril | Pays-Bas        | 2-3        | Croatie         | 1-2, 0-1, 1-0           |
| 4 avril | Corée du Sud    | 4-3        | Roumanie        | 1-0, 2-1, 1-2           |
| 4 avril | Grande-Bretagne | 6-0        | Croatie         | 2-0, 2-0, 2-0           |
| 4 avril | Lituanie        | 5-3        | Pays-Bas        | 1-0, 1-3, 3-0           |
| 6 avril | Croatie         | 0-6        | Lituanie        | 0-3, 0-1, 0-2           |
| 6 avril | Grande-Bretagne | 3-4        | Corée du Sud    | 0-3, 1-1, 2-0           |
| 6 avril | Roumanie        | 10-5       | Pays-Bas        | 3-0, 3-2, 4-3           |

|   | Équipe          | PJ | V | VP | DP | D | BP | BC | +/- | Pts |
| 1 | Corée du Sud    | 5  | 3 | 1  | 1  | 0 | 17 | 14 | +3  | 12  |
| 2 | Roumanie        | 5  | 4 | 0  | 0  | 1 | 25 | 15 | +10 | 12  |
| 3 | Lituanie        | 5  | 3 | 1  | 0  | 1 | 22 | 11 | +11 | 11  |
| 4 | Grande-Bretagne | 5  | 1 | 1  | 0  | 3 | 18 | 17 | +1  | 5   |
| 5 | Croatie         | 5  | 1 | 0  | 1  | 3 | 8  | 23 | -15 | 4   |
| 6 | Pays-Bas        | 5  | 0 | 0  | 1  | 4 | 16 | 26 | -10 | 1   |

### Groupe B
| Date    | Équipe    | Score    | Équipe    | Score par période  |
| ------- | --------- | -------- | --------- | ------------------ |
| 20 mars | Estonie   | 7-4      | Australie | 0-1, 2-1, 5-2      |
| 20 mars | Chine     | 4-9      | Espagne   | 0-3, 1-1, 3-5      |
| 20 mars | Islande   | 4-5      | Serbie    | 1-0, 1-1, 2-4      |
| 21 mars | Estonie   | 7-6 a.p. | Chine     | 3-1, 1-2, 2-3, 1-0 |
| 21 mars | Australie | 0-5      | Islande   | 0-0, 0-4, 0-1      |
| 21 mars | Espagne   | 4-3      | Serbie    | 1-0, 2-0, 1-3      |
| 23 mars | Espagne   | 2-1 a.p. | Australie | 0-0, 0-0, 1-1, 1-0 |
| 23 mars | Estonie   | 7-3      | Islande   | 2-0, 4-2, 1-1      |
| 23 mars | Chine     | 1-6      | Serbie    | 0-2, 1-3, 0-1      |
| 24 mars | Islande   | 5-4      | Espagne   | 1-1, 3-2, 1-1      |
| 24 mars | Australie | 2-0      | Chine     | 0-0, 1-0, 1-0      |
| 24 mars | Serbie    | 2-6      | Estonie   | 1-1, 0-4, 1-1      |
| 26 mars | Chine     | 7-6 a.p. | Islande   | 1-2, 2-2, 3-2, 1-0 |
| 26 mars | Espagne   | 2-5      | Estonie   | 1-0, 0-0, 1-5      |
| 26 mars | Serbie    | 6-1      | Australie | 2-0, 2-0, 2-1      |

|   | Équipe    | PJ | V | VP | DP | D | BP | BC | +/- | Pts |
| 1 | Estonie   | 5  | 4 | 1  | 0  | 0 | 32 | 17 | +15 | 14  |
| 2 | Serbie    | 5  | 3 | 0  | 0  | 2 | 22 | 16 | +6  | 9   |
| 3 | Espagne   | 5  | 2 | 1  | 0  | 2 | 21 | 18 | +3  | 8   |
| 4 | Islande   | 5  | 2 | 0  | 1  | 2 | 23 | 23 | 0   | 7   |
| 5 | Australie | 5  | 1 | 0  | 1  | 3 | 8  | 20 | -12 | 4   |
| 6 | Chine     | 5  | 0 | 1  | 1  | 3 | 18 | 30 | -12 | 3   |

## Division III
Le groupe A se joue à Sofia en Bulgarie du 12 au 18 mars 2012. La Belgique est promue en division II pour l'édition 2013 alors que l'Afrique du Sud et le Taipei chinois sont relégués dans les qualifications pour le mondial de Division III.
| Date    | Équipe           | Score | Équipe           | Score par période |
| ------- | ---------------- | ----- | ---------------- | ----------------- |
| 12 mars | Mexique          | 2-5   | Belgique         | 1-1, 0-0, 1-4     |
| 12 mars | Afrique du Sud   | 0-11  | Taipei chinois   | 0-6, 0-2, 0-3     |
| 12 mars | Nouvelle-Zélande | 5-2   | Bulgarie         | 1-0, 1-1, 3-1     |
| 13 mars | Belgique         | 9-1   | Taipei chinois   | 1-0, 5-0, 3-1     |
| 13 mars | Nouvelle-Zélande | 3-2   | Mexique          | 0-1, 2-1, 1-0     |
| 13 mars | Bulgarie         | 13-1  | Afrique du Sud   | 6-0, 5-0, 2-1     |
| 15 mars | Nouvelle-Zélande | 18-0  | Afrique du Sud   | 6-0, 6-0, 6-0     |
| 15 mars | Mexique          | 7-2   | Taipei chinois   | 5-0, 0-1, 2-1     |
| 15 mars | Belgique         | 9-5   | Bulgarie         | 2-3, 3-2, 4-0     |
| 16 mars | Taipei chinois   | 1-4   | Nouvelle-Zélande | 0-1, 1-3, 0-0     |
| 16 mars | Afrique du Sud   | 1-17  | Belgique         | 0-5, 1-4, 0-8     |
| 16 mars | Bulgarie         | 1-4   | Mexique          | 0-1, 1-2, 0-1     |
| 18 mars | Mexique          | 9-4   | Afrique du Sud   | 1-1, 5-1, 3-2     |
| 18 mars | Taipei chinois   | 4-6   | Bulgarie         | 0-1, 2-3, 2-2     |
| 18 mars | Belgique         | 8-3   | Nouvelle-Zélande | 2-1, 5-0, 1-2     |

|   | Équipe           | PJ | V | VP | DP | D | BP | BC | +/- | Pts |
| 1 | Belgique         | 5  | 5 | 0  | 0  | 0 | 48 | 12 | +36 | 15  |
| 2 | Nouvelle-Zélande | 5  | 4 | 0  | 0  | 1 | 33 | 13 | +20 | 12  |
| 3 | Mexique          | 5  | 3 | 0  | 0  | 2 | 24 | 15 | +9  | 9   |
| 4 | Bulgarie         | 5  | 2 | 0  | 0  | 3 | 27 | 23 | +4  | 6   |
| 5 | Taipei chinois   | 5  | 1 | 0  | 0  | 4 | 19 | 26 | -7  | 3   |
| 6 | Afrique du Sud   | 5  | 0 | 0  | 0  | 5 | 6  | 68 | -62 | 0   |